# Diócesis de Miao
La diócesis de Miao (en latín: Dioecesis Miaoensis y en inglés: Roman Catholic Diocese of Miao) es una circunscripción eclesiástica de la Iglesia católica en India. Se trata de una diócesis latina, sufragánea de la arquidiócesis de Guwahati. Desde el 7 de diciembre de 2005 su obispo es George Palliparampil (Palliparambil), de la Pía Sociedad de San Francisco de Sales.

## Territorio y organización
La diócesis tiene 43 955 km² y extiende su jurisdicción sobre los fieles católicos de rito latino residentes en el estado de Arunachal Pradesh en los distritos de: Tirap, Changlang, Lohit, Anjaw, del valle del Dibang y del valle inferior del Dibang.
La sede de la diócesis se encuentra en la ciudad de Miao, en donde se halla la Catedral de Cristo Luz de la Gente.
En 2021 en la diócesis existían 30 parroquias.

## Historia
La diócesis fue erigida el 7 de diciembre de 2005 con la bula Pastorale munus del papa Benedicto XVI, obteniendo el territorio de la diócesis de Dibrugarh.

## Estadísticas
Según el Anuario Pontificio 2022 la diócesis tenía a fines de 2021 un total de 98 600 fieles bautizados.
| Año                                                                             | Población            | Población | Población      | Sacerdotes | Sacerdotes    | Sacerdotes    | Bautizados por sacerdote | Diáconos permanentes | Religiosos | Religiosos | Parroquias |
| Año                                                                             | Bautizados católicos | Total     | % de católicos | Total      | Clero secular | Clero regular | Bautizados por sacerdote | Diáconos permanentes | Varones    | Mujeres    | Parroquias |
| ------------------------------------------------------------------------------- | -------------------- | --------- | -------------- | ---------- | ------------- | ------------- | ------------------------ | -------------------- | ---------- | ---------- | ---------- |
| 2005                                                                            | 59 030               | 426 239   | 13.8           | 60         | 6             | 54            | 983                      |                      | 55         | 21         | 1          |
| 2012                                                                            | 80 500               | 508 000   | 15.8           | 72         | 16            | 56            | 1118                     |                      | 71         | 89         | 24         |
| 2013                                                                            | 83 130               | 483 500   | 17.2           | 86         | 24            | 62            | 966                      |                      | 77         | 120        | 33         |
| 2016                                                                            | 90 010               | 502 000   | 17.9           | 87         | 27            | 60            | 1034                     |                      | 62         | 122        | 30         |
| 2019                                                                            | 95 610               | 487 600   | 19.6           | 100        | 32            | 68            | 956                      |                      | 77         | 177        | 30         |
| 2021                                                                            | 98 600               | 497 830   | 19.8           | 106        | 35            | 71            | 930                      |                      | 80         | 184        | 30         |
| Fuente: Catholic-Hierarchy, que a su vez toma los datos del Anuario Pontificio. |                      |           |                |            |               |               |                          |                      |            |            |            |

## Episcopologio
- George Palliparampil (Palliparambil), S.D.B., desde el 7 de diciembre de 2005